# Erromintxela

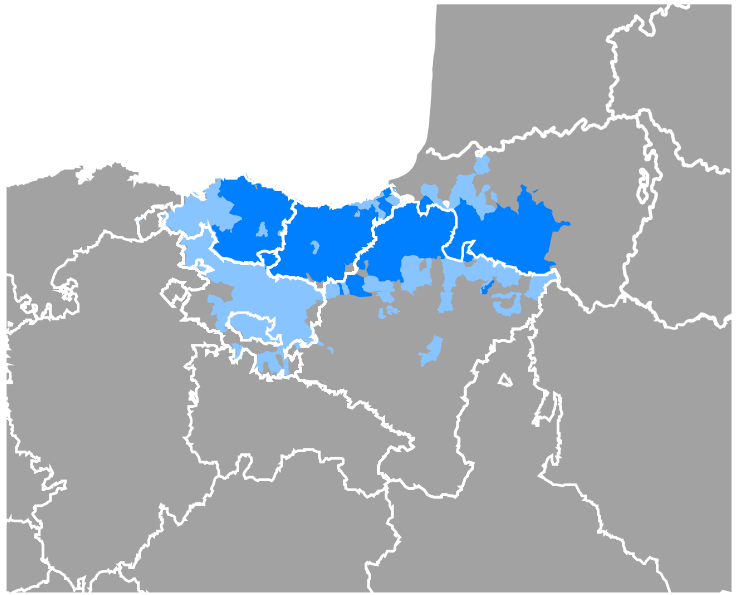
Baskisches Sprachgebiet am Golf von Biskaya

Erromintxela ([erominˈtʃela] ) ist die Sprache einer Gruppe von Roma, die im Baskenland leben und auch unter dem Namen Errumantxela bekannt sind. Es wird manchmal Baskisches Caló genannt; caló vasco, romaní vasco, oder errominchela auf Spanisch; und euskado-rromani oder euskado-romani auf Französisch. Obwohl detaillierte Angaben über die Sprache auf das Ende des 19. Jahrhunderts zurückgehen, begann die linguistische Erforschung erst in den 1990er Jahren.
Erromintxela ist eine Mischsprache, die den Großteil ihres Vokabulars aus dem Kalderash-Romani bezieht und zugleich die baskische Grammatik anwendet, ähnlich wie das Anglo-Romani der Roma in England das Romani-Vokabular mit der englischen Grammatik mischt. Die Entwicklung dieser Mischsprache wurde begünstigt durch die ungewöhnlich tiefe Integration des Erromintxela-Volkes in die baskische Gesellschaft und den daraus resultierenden Bilingualismus im Baskischen. Die Sprache stirbt langsam aus; die meisten der vielleicht 1000 verbliebenen Sprecher leben an der Küste von Labourd und in den Bergregionen von Soule, Navarra, Gipuzkoa und Biskaya. Die Erromintxela sind Abkömmlinge der Einwanderungswelle von Kalderash-Roma im 15. Jahrhundert, die über Frankreich ins Baskenland kamen. Sie unterscheiden sich sowohl ethnisch als auch linguistisch von den (Spanisch-Romani)-sprechenden Roma in Spanien und den Cascarot-Roma des nördlichen Baskenlandes.

## Name
Der Ursprung des Namens Erromintxela ist unklar und mag relativ junger Herkunft sein; Basken hatten die Erromintxela früher mit allgemeineren Ausdrücken für Roma wie z. B. ijitoak "Ägypter", ungrianok "Ungarn", oder buhameak "Böhmen bezeichnet", ein Name, der vorherrschend in der Nähe der Pyrenäen ist und im Besonderen im nördlichen Baskenland. Romanichel hinwiederum ist eine französische Wiedergabe der Romani Redewendung Romani čel "Romani Person". Obwohl dieser Name nun in Frankreich ungebräuchlich ist, kann man ihn bei den Bezeichnungen des britischen Ròmanichal finden. sowie der Skandinavischen, Romanisæl, allesamt Abkömmlinge, wie die Erromintxela, einer Gruppe von Roma, die nach Frankreich gewandert waren.
Frühe Zeugnisse des Namens auf Baskisch umfassen Errama-itçéla, Erroumancel, später errumanzel und erremaitzela. Der Initial E- ist der baskische prosthetische Vokal, der hinzugefügt wird, weil kein baskisches Wort mit einem R-, beginnen kann und das End-a ist das Absolutivsuffix, das verwendet wird, wenn ein Name zitiert wird. Wenn diese Etymologie stimmt, handelt es sich hierbei um den selten Fall einer ursprünglichen Romani-Eigenbezeichnung (Endonym), das durch eine andere Sprache entlehnt wurde.
Das Volk selbst bezeichnet sich als ijitoak, baskisch für englisch "gypsies", bzw. genauer als Erromintxela im Gegensatz zum Caló Romani, welche sie als xango-gorriak, Baskisch für Englisch "red-legs" (Deutsch: „Rotbeinige“) bezeichnen.

## Status der Sprache
Zurzeit gibt es schätzungsweise 500 Sprecher im südlichen Baskenland in Spanien, das sind circa 2 % der Bevölkerung von 21.000 Roma, sowie weitere geschätzte 500 in Frankreich. In Spanien sind die verbliebenen fließenden Sprecher ältere Leute, meistens über 80 Jahre alt; einige sprechen genauso flüssig Spanisch, Baskisch oder Caló (Spanisch-Romani). Erromintxela mittleren Alters sind meistens passiv zweisprachig und die Jüngsten sprechen ausschließlich Baskisch oder Spanisch. Im nördlichen Baskenland wird die Sprache immer noch an die Kinder weitergegeben. Der Prozentsatz der Sprecher unter den spanischen Erromintxela ist größer als 2 %, da eine große Anzahl Caló-sprechende Roma während der starken Industrialisierung im 20. Jahrhundert ins Baskenland zogen.